# Ponte di Legno
Ponte di Legno är en ort och kommun i provinsen Brescia i regionen Lombardiet i Italien. Kommunen hade 1 761 invånare (2018).